# Tuł (wieś)
Tuł – wieś w Polsce położona w województwie mazowieckim, w powiecie wołomińskim, w gminie Klembów. Ma status sołectwa.
Wieś szlachecka Thuł położona była w 1580 roku w powiecie warszawskim ziemi warszawskiej województwa mazowieckiego. W latach 1975–1998 miejscowość administracyjnie należała do województwa ostrołęckiego.
We wsi Tuł, w szkole Pana Józefa Młyńskiego – była Szkoła Podchorążych Armii Krajowej. Natomiast wcześniej znajdowała się tam Szkoła Publiczna kształcąca dzieci i młodzież. Obecnie nie zostały żadne ślady po budynku – prócz zdjęć.
8 października 1854 roku we wsi Tuł urodził się Robert Kurella, generał major armii rosyjskiej i generał brygady Wojska Polskiego.
Wierni Kościoła rzymskokatolickiego należą do parafii Najświętszej Maryi Panny Matki Kościoła w Ostrówku.